# Dean Whitehorn
Dean Whitehorn (* 1926 in Adelaide; † September 2017) ist ein ehemaliger australischer Radrennfahrer und nationaler Meister im Radsport.

## Sportliche Laufbahn
1946 und 1947 wurde er nationaler Meister im Sprint der Amateure. 1951 gewann er den Titel in der Einerverfolgung. 1950 gewann er zwei Etappen der Tour of the West. 
Whitehorn startete später in den verschiedenen Seniorenklassen und gewann insgesamt 25 nationale Titel.